# Stewartville, Minnesota
Stewartville là một thành phố thuộc quận Olmsted, tiểu bang Minnesota, Hoa Kỳ. Năm 2010, dân số của thành phố này là 5916 người.

## Dân số
- Dân số năm 2000: 5411 người.
- Dân số năm 2010: 5916 người.